# Svartbröstad tangara
Svartbröstad tangara (Microspingus torquata) är en fågel i familjen tangaror inom ordningen tättingar.

## Utbredning och systematik
Svartbröstad tangara delas in i två underarter:
- Microspingus torquatus torquatus – förekommer i ofruktbara dalgångar i nordvästra Bolivia
- Microspingus torquatus pectoralis – förekommer i lågland från sydöstra Bolivia till västra Paraguay och centrala Argentina

Sedan 2016 urskiljer Birdlife International pectoralis som den egna arten Microspingus pectoralis.

### Släktestillhörighet
Tidigare placerades arten i släktet Poospiza, men genetiska studier visar att den liksom några andra Poospiza-arter samt Hemispingus trifasciatus bildar en grupp som står närmare exempelvis Cypsnagra, Donacospiza och Urothraupis. Dessa har därför lyfts ut till ett eget släkte, Microspingus.

## Status
IUCN hotkategoriserar underarterna (eller arterna) var för sig, båda som livskraftiga.